# Retaule de Sant Miquel (Mates)
El Retaule de sant Miquel Arcàngel és una pintura al tremp sobre taula obra de Joan Mates datada cap al 1410-1420. Procedeix del santuari de Santa Maria de Penyafel (Santa Margarida i els Monjos, Alt Penedès).

## Història
Aquesta obra, junt amb el retaule de santa Llúcia del mateix autor varen romandre al seu lloc original a l'ermita de Santa Maria de Penyafel fins al 1912 en què varen ser primer traslladats a la parròquia de Santa Margarida i posteriorment venuts a col·leccions privades. Tots dos varen formar part de la col·lecció Conde i més tard de la col·lecció Olavarria, ambdues de Barcelona. Posteriorment varen passar a mans de dos col·leccionistes diferents. El retaule de sant Miquel va ser finalment adquirit pel Museu Nacional d'Art de Catalunya el 2010, mentre que el de santa Llúcia es troba a la col·lecció Casacuberta Marsans.
És un retaule de reduïdes dimensions fet en una sola taula sobre la qual es distribueixen tres carrers i una predel·la. Està dedicat a la funció miles Christus de Sant Miquel, el "guerrer de Crist" que lluita contra el mal, que combat al dragó -representació del mal- i als àngels rebels. A la pintura catalano-aragonesa del gòtic l'enfrontament amb les forces del Maligne és representat per la lluita contra el drac, la psicostàsia o pesatge de les ànimes per determinar el seu destí final, la lluita contra els àngels caiguts i, més rarament, amb el combat amb l'Anticrist, un tema precedent del Judici Final.

## Descripció de les taules
Al carrer central hi ha la imatge de sant Miquel arcàngel coronada per un Calvari minimalista amb Jesús a la Creu, la Mare de Déu i sant Joan Baptista, una imatge distant d'altres representacions d'aquest passatge com el que Mates va fer a Sant Sebastià i Calvari, amb molts més personatges i simbologia. En contrast, la figura del sant a l'escena central presenta un sant Miquel guerrer però amb un aire efeminat i jovenívol, amb una imatge molt pròpia del gòtic internacional, amb rinxols rossos i un parell de detalls del taller de Mates: el floc nuat del front i el nimbe perlat. La seva vestimenta de cavaller amb un posat aristocràtic, les ales obertes, la capa al vent i amb una elegant armadura. Està lluitant contra el drac, en aquest cas un monstre de set caps. Porta al braç un curiós escut amb una creu i una corona que recorda una cara.
Al carrer esquerre hi ha una única escena, la Caiguda dels àngels rebels. Un episodi que es descriu a l'Apocalipsi 12:7 així com a l'apòcrif llibre d'Henoc i també va ser recollit posteriorment a la Llegenda àuria. Aquesta escena recull, en una composició vertical, una de les lluites de sant Miquel contra el mal, basada en l'episodi de la batalla del cel que l'arcàngel va lliurar contra els àngels rebels després de l'acte de sedició pel qual el Mal va entrar a l'Univers. La caiguda dels àngels és el punt inicial de la divisió del món en dos camps i, en certa forma, suposa la creació de l'Infern. L'episodi central és el mateix combat que mostra sant Miquel al centre acompanyat del seu exèrcit d'àngels fidels, recognoscibles pel seu aspecte antropomòrfic. Sota d'aquest grup, els àngels rebels presenten formes zoomòrfiques grotesques i expulsen foc per la boca. Els que cauen vençuts són tragats per esquerdes al sòl que condueixen a l'infern. A la part superior, presidint l'escena, una imatge de la Maiestas Domini dins la màndorla rodejada per l'exèrcit celestial amb el mateix sant Miquel presentant el resultat de la batalla.
Al carrer dret hi ha dues escenes de la vida de l'arcàngel. A la part superior es representa el Miracle del mont Gargano i, sota seu, la Missa d'ànimes.
El Miracle del mont Gargano apareix narrat a la Llegenda àuria de Iacopo da Varazze i està referit a un episodi que va tenir lloc a prop de la ciutat de Sipontum a la regió de la Pulla. Un pastor anomenat Gargano propietari d'un gran remat d'ovelles i bous, va comprovar que un d'ells s'havia escapat. El va buscar i, en trobar-lo al cim d'una muntanya davant d'una cova, enfurismat li va llençar una fletxa. Miraculosament es va desviar amb el vent i va tornar cap a l'arquer. Els habitants de Sipontum, impressionats per l'incomprensible fet es varen adreçar al bisbe mirant de trobar una interpretació. Aquest va ordenar fer tres dies de rogatives, al termini dels quals apareix sant Miquel els fa saber que va ser ell l'artífex dels fets per a demostrar la seva condició de custodi del lloc. El bisbe i els sipontins varen pujar en processó a la muntanya, anomenada "mont Gargano" en record del pastor, per orar davant la cova, un lloc en el qual sant Miquel va construir un temple.
Les dues primeres representacions del gòtic català d'aquest episodi, d'altra banda de molt predicament en la iconografia del sant de l'època, són la Taula de Sant Miquel del Mestre de Soriguerola i el Frontal d'altar dels Arcàngels del Mestre de Sant Pau de Casserres, ambdues exposades al Museu Nacional d'Art de Catalunya. Joan Mates innovant respecte a representacions anteriors com les esmentades, aquesta taula, igual que el retaule de sant Miquel de Cruïlles de Lluís Borrassà, presenta una síntesi de la temàtica escatològica de sant Miquel on agrupa en una mateixa taula el miracle de la fletxa amb el santuari construït miraculosament pel mateix arcàngel i la processó dels sipontins amb el bisbe al capdavant. Aquest tractament sintètic esdevindrà una fórmula emprada a retaules posteriors.
L'escena de la Missa d'ànimes presenta la figura de sant Miquel arcàngel amb la bàscula quan està realitzant el pesatge dels mèrits i males accions del difunt per a fixar el seu destí diví. La utilització iconogràfica de la bàscula als textos cristians ja s'esmenta a l'Antic Testament al passatge de Job 31:5-6: «He fet camí amb la mentida?, he corregut cap al frau? Que Déu em pesi amb balances de justícia i reconeixerà la meva integritat!». La tradició va situar aquest arcàngel com l'encarregat en nom de Déu d'executar el pesatge, en associar-lo a la seva missió d'àngel protector del poble elegit.
Però amb tot, no es tracta d'una representació d'origen cristià, sinó que es tracta d'una adaptació de l'escena de la psicòstasi egípcia que apareix documentada al Llibre dels Morts, cap al segle xiii aC. La iconografia cristiana s'hauria adoptat des de Bizanci en data indeterminada. Les imatges cristianes més antigues són de creus irlandeses del segle x i varen tenir molta difusió en el romànic, on generalment només apareixia sant Miquel sense la supervisió de Déu. Posteriorment van tenir continuïtat durant el gòtic dins de les escenes de judicis finals amb les dues figures: Déu com a jutge diví i sant Miquel com executor, un format diferent del d'aquesta obra. La primera representació gràfica a la península Ibèrica apareix en un infern enquadernat amb el Beat de Silos de finals del segle xi. Els frescos de l'església de santa Maria de Taüll de 1123 ja recullen les primeres mostres de psicòstasi a Catalunya.
L'escena del pesatge acostuma a estar representat amb escenes del Judici Final, però en aquest cas apareix complementant una missa que pretén ser un ajut dels vius per a rescatar les ànimes del purgatori. D'aquest ritu se'n deriven les actuals misses de difunts i, si bé tenen els seus orígens des de sant Agustí fins als escolàstics, va ser el papa sant Gregori el Gran qui va perfilar la doctrina de la intercessió dels vius dins del llibre IV dels seus Diàlegs on manifestava: "Si es tracta de faltes que no són indelebles després de la mort, l'ofrena sagrada de l'hòstia saludable és, en general, d'una gran ajuda per a les ànimes, fins i tot després de la mort, i es veu a vegades a les ànimes dels difunts en reclamar-la".
Al costat dret de la imatge, darrere de la figura de l'arcàngel s'observen unes roques de color marronós amb unes esquerdes de les quals surt en llengües de foc, una representació simbòlica del purgatori. A la imatge es troba a faltar, però alguna escena amb l'alliberació de les ànimes, la contrapartida del purgatori del qual aspiren a sortir després de la intercessió humana de la missa.
A l'àtic, a més del Calvari central descrit, les altres dues taules representen una Anunciació amb l'arcàngel Gabriel al carrer de l'esquerra amb el seu missatge escrit en un filacteri. A l'àtic del carrer dret Maria asseguda dins una cambra rep el missatge del seu futura gestació. No apareix en aquesta representació la figura de l'Esperit Sant.